# Peter Wolter

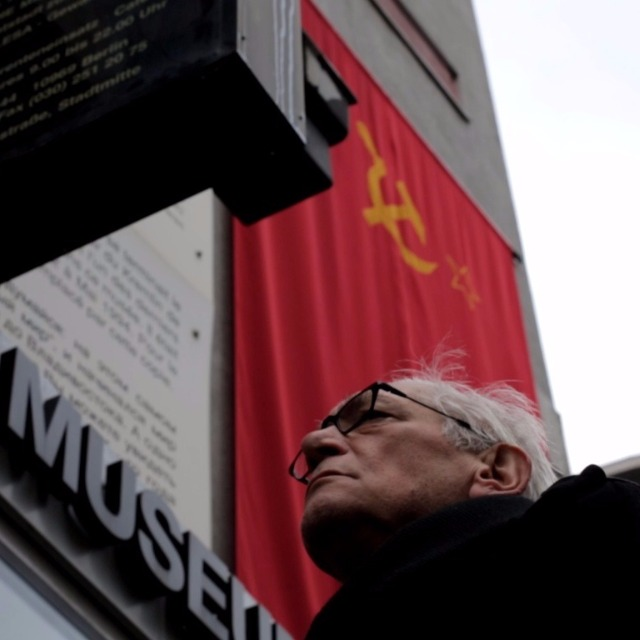
Peter Wolter (2015)

Peter Caspar Wolter (* 18. Juni 1947; † 21. November 2018 in Berlin) war ein deutscher Agent für die Hauptverwaltung A der DDR-Staatssicherheit. 

## Leben
Wolter wuchs in Münster auf und verpflichtete sich nach dem Abitur 1966 zum Dienst als Soldat auf Zeit bei der Bundeswehr. Er absolvierte die Laufbahn der Offiziere in der Bundesmarine, war u. a. als Kampfschwimmer im Einsatz und verließ das Militär nach vier Jahren als Leutnant zur See. Während seiner Zeit als Soldat war er für Marinefachzeitschriften tätig.
Anschließend studierte er in Münster und an der FU Berlin Publizistik, Soziologie und Philosophie und beendete sein Studium 1976 mit einer Magisterarbeit über den Deutschlandfunk. Nach einer Ausbildung zum Nachrichtenredakteur arbeitete Wolter bei verschiedenen Presseagenturen, u. a. bei dpa in Hamburg, Düsseldorf und Essen, ddp in Bonn und zuletzt bis zu seiner Verhaftung 1991 als Chef vom Dienst bei Reuters in Hamburg.
Von 1973 bis zu dessen Auflösung war Wolter siebzehn Jahre für den Auslandsgeheimdienst der DDR, die Hauptverwaltung A (HVA) als Agent unter dem Decknamen „Pirol“ aktiv. Er war ab 1973 auch Mitglied des MSB-Spartakus, der DKP und der Sozialistischen Einheitspartei Westberlins (SEW), brach aber auf Order der HVA diese Kontakte ab und trat als rechter SPD-Sympathisant auf. Von November 1978 bis Oktober 1987 gab er Unterlagen aus seiner beruflichen Tätigkeit als Agenturjournalist weiter. Bis Juni 1989 lieferte er interne Erkenntnisse aus dem Bundesamt für Verfassungsschutz.
Nach seiner Verurteilung 1994 durch das Oberlandesgericht Düsseldorf zu zwei Jahren Freiheitsstrafe auf Bewährung arbeitete Wolter zunächst als freier Journalist, u. a. bei einer deutschsprachigen Tageszeitung auf den Kanarischen Inseln. Nach seiner Rückkehr nach Deutschland war er 1994 zusammen mit Karl-Heinz Welten und dem Sozialarbeiter Gunther Braun Mitbegründer des Straßenmagazins „draußen!“ in Münster, woraus 1995 ein gleichnamiger gemeinnütziger Verein entstand. Bei den Kommunalwahlen 1999 kandidierte er für die DKP in Münster erfolglos für einen Sitz im Stadtrat.
Seit 2004 war Wolter Ressortleiter Interview der Berliner Tageszeitung junge Welt und übernahm dort im September 2005 als Nachfolger von Ulla Jelpke das Ressort Innenpolitik. Daneben schrieb er Beiträge für die Marxistischen Blätter.

## Schriften
- Agentenromantik? In: Klaus Eichner, Gotthold Schramm (Hrsg.): Top-Spione im Westen: Spitzenquellen der DDR-Aufklärung erinnern sich. Überarbeitete Neuauflage Auflage. Das neue Berlin (Eulenspiegel-Verlagsgruppe), Berlin 2016, ISBN 978-3-360-01310-1, S. 324–347.
- Kriegspropaganda. Die Mutter aller Lügen, in: Marxistische Blätter (14. Januar 2004)

## Film
- Westagenten für die Stasi, TV-Dokumentation von Carsten Günther, WDR Fernsehen 2016, 45 Minuten, Erstausstrahlung 23. März 2016 in der ARD[7]
- Beyond the Frame, Dokumentarfilm von Osman Yüksel Bayram, Erststrahlung 8.-12. August 2023 Dokufest.[8]